# Кримінальні коханці
«Кримінальні коханці» (фр. Les amants criminels) — фільм 1999 року французького режисера Франсуа Озона.
Слоган — «Їх ідея прелюдії було вбивство».

## Сюжет
Підлітки Люк і Аліса давно разом, але у них ще жодного разу не вийшло зайнятися сексом. З цим, мабуть, немає ніяких проблем у їхнього однокласника Саїда, якого вони вирішують вбити.
З успіхом здійснивши задумане, юні злочинці вирушають до найближчого лісу позбавлятися від трупа, але сховавши тіло, вони розуміють, що заблукали. Не знайшовши дороги назад, Люк і Аліса випадково натрапляють на будиночок лісника. Повернувшись, господар будиночка замикає своїх непроханих гостей у підвал, де їх якийсь час опісля чекає страшна знахідка — розчленований труп Саїда, якого, судячи з усього, лісник згодовував своїм полоненим.
Види лісника на Алісу і Люка залишаються неясними: Алісу він вважає за найкраще тримати в підвалі, Люка ж садить на ланцюг і змушує собі прислужувати. Відносини бранця і тюремника набувають дивної форми, в результаті лісник займається сексом з Люком не без задоволення для останнього, що не залишається непоміченим Алісою.
Нарешті, бранцям вдається втекти, але тут їх наздоганяє поліція. Алісу застрелюють. В останніх кадрах фільму Люк намагається зупинити поліціянтів, які б'ють затриманого ними лісника.

## У ролях
- Наташа Реньє — Аліса
- Жеремі Реньє — Люк
- Мікі Манойлович — лісник
- Салім Кеш'юш — Саїд
- Ясмін Бельмаді — Карім

## Нагороди
- Приз за найкращий сценарій на МКФ у Сіджасі.
- Гран-прі журі Лос-Андежелеського ЛГБТ-кінофестивлю «Аутфест»